# قهوه کم‌کافئین

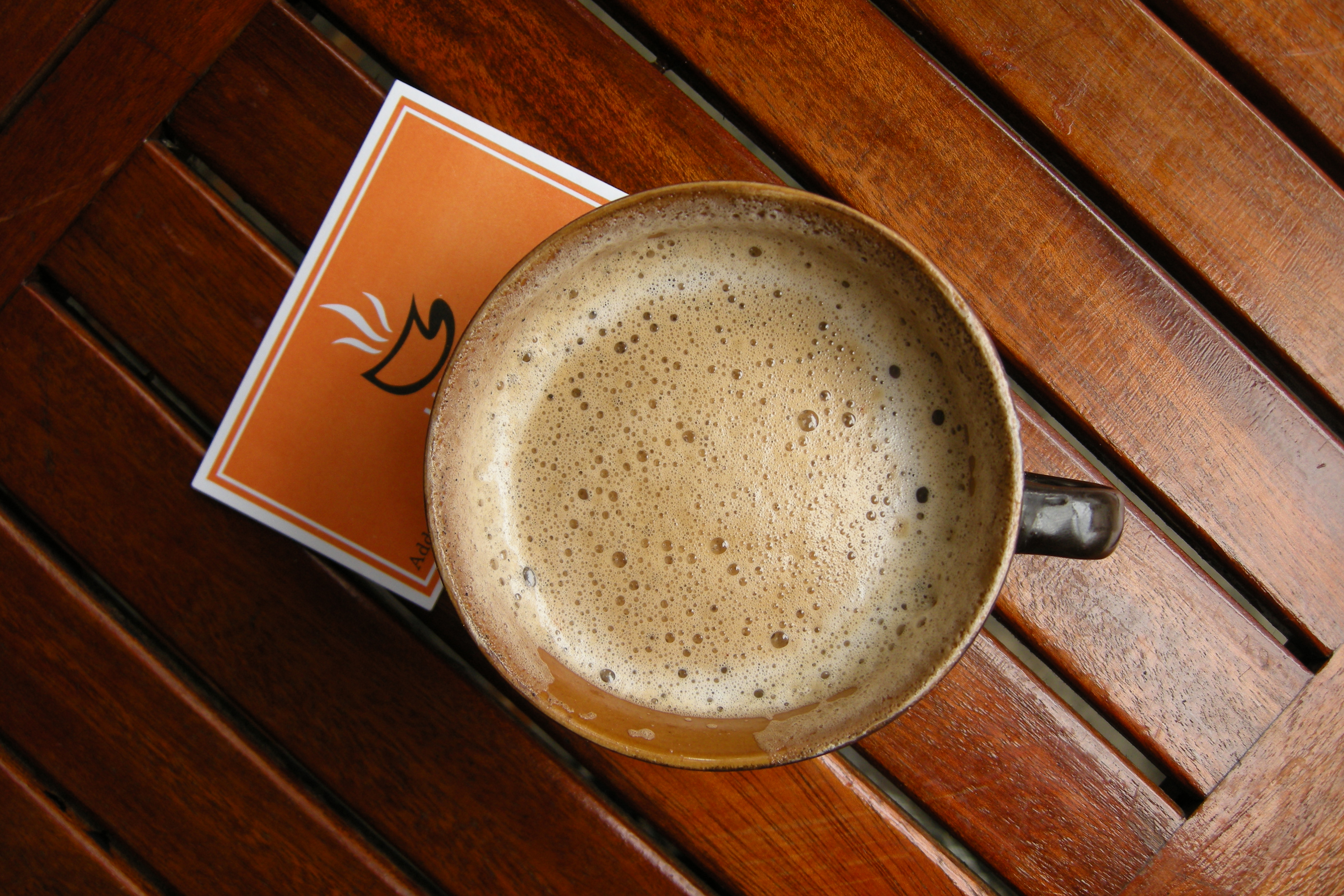
یک فنجان قهوه کم‌کافئین در کافه‌ای در ویتنام

قهوهٔ کم‌کافئین (انگلیسی: Low caffeine coffee) اصطلاحی است که توسط تولیدکنندگان قهوه برای وصف قهوه‌ای استفاده می‌شود که در معرض فرایند کافئین‌زدایی قرار نگرفته است، هر چند؛ کافئین آن به میزان قابل‌توجهی نسبت به قهوه معمولی کمتر است.
حذف کافئین می‌تواند باعث کاهش شدید طعم طبیعی دانهٔ قهوه شود. بزرگ‌ترین تولیدکنندگان قهوه در جهان، در طول فرایند کافئین‌زدایی، از روش‌های مختلفی برای حذف کافئین قهوه استفاده می‌کنند که اغلب از طریق دستکاری شیمایی و استفاده از برخی حلال‌های شیمیایی مضر مثل دی‌کلرومتان و اتیل استات است. یکی از روش‌هایی که از حلال‌ها استفاده نمی‌کند، بخارپز کردن یا خیساندن دانه‌ها در آب داغ برای مدتی مشخص است که به روش سوئیسی مشهور است
مصرف کافئین در دوزهای زیاد و به ویژه دوره‌های طولانی مدت، می‌تواند منجر به شرایطی به نام کافئینیسم شود. کافئینیسم معمولاً وابستگی به کافئین را با طیف وسیعی از شرایط جسمی و روحی ناخوشایند از جمله عصبی بودن، تحریک‌پذیری، اضطراب، لرزش، پرش عضلانی، هیپررفلکسی، بی‌خوابی، سردرد، آلکالوز تنفسی و تپش قلب ترکیب می‌کند. علاوه بر این، از آنجا که کافئین تولید اسید معده را افزایش می‌دهد، مصرف زیاد آن در طول زمان ممکن است منجر به زخم گوارشی و التهاب مری گردد.